# Pennaria
Pennaria è un genere di Hydrozoa della famiglia Pennariidae.

## Specie
- Pennaria adamsia (von Lendenfeld, 1884)
- Pennaria armata (Vanhöffen, 1911)
- Pennaria disticha (Goldfuss, 1820)
- Pennaria grandis (Kramp, 1928)
- Pennaria pauper (Kramp, 1959)
- Pennaria rosea (von Lendenfeld, 1884)
- Pennaria tiarella (Ayres, 1852) =Pennaria disticha
- Pennaria vitrea (Agassiz & Mayer, 1899)
- Pennaria wilsoni